# Сенья ди Бонавентура

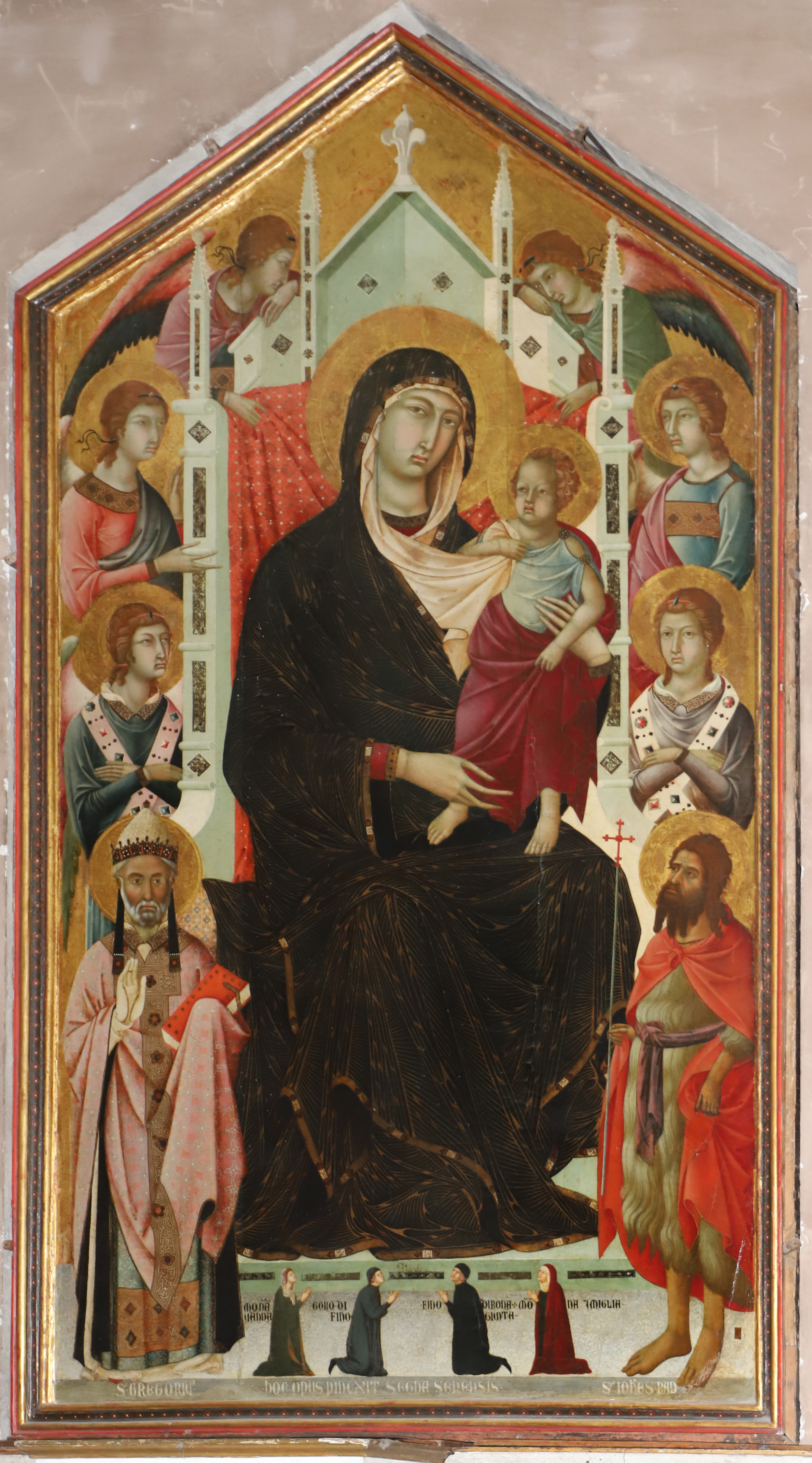
Сенья ди Бонавентура. Маэста. 1306г. Колледжата Сан Джулиано, Кастильон Фьорентино.

Сенья ди Бонавентура (итал. Segna di Buonaventura, известен по документам с 1298 г. по 1326 г., Сиена) — итальянский художник.

## Биография
Сенья был сыном Бонавентуры, брата знаменитого сиенского художника Дуччо, то есть приходился последнему племянником, поэтому обучался азам живописного ремесла он наверняка в мастерской своего дяди. Все произведения, на которых есть его подпись, находятся в русле манеры Дуччо. Исследователи единодушно считают, что Сенья работал в «боттеге», то есть в мастерской Дуччо, и хорошо изучил его стиль и творческие секреты. В пользу этого говорит и тот факт, что после кончины Дуччо, наступившей в 1319 году, Сенье была поручена реставрация алтарной картины «Маэста», созданной его великим родственником в 1302 году для Капеллы Девяти (Совет Девяти был высшим правительственным органом Сиены; эта «Маэста» не сохранилась; согласно документам – она была первой алтарной картиной с пределлой).  Реставрацией этого алтарного образа Сенья ди Бонавентура занимался между 1319 и 1321 годами.
В сиенских архивных документах имя Сеньи несколько раз упоминается с 1298 по 1326 год, однако у исследователей нет полной уверенности, что во всех записях речь идёт об одном и том же Сенье. Платёжные документы неоднократно сообщают о выплатах денежных сумм некоему «Segna»  за роспись книжных обложек, а также таволетта для сиенского казначейства,  Биккерны, в 1298, 1306, 1311, 1322 годах, но определить что это именно Сенья ди Бонавентура сегодня уже невозможно. В 1317 году за работу над алтарной картиной для братства августинцев в Леччето, под Сиеной, он получает плату в 4 флорина. В 1316 и 1318 годах его имя появляется в качестве жителя, приписанного к приходской церкви Сан Пьетро Овиле, Сиена, а в 1319 году — жителя Ареццо. В том же 1319 году он получает плату в 8 лир за подновление фигуры Богоматери в сиенском Палаццо Пубблико (Городская ратуша). Документ от 1321 года также сообщает о выплате Сенье, на сей раз небольшой суммы в 1 лиру и 11 сольди за надпись на картине для Палаццо Пубблико. 

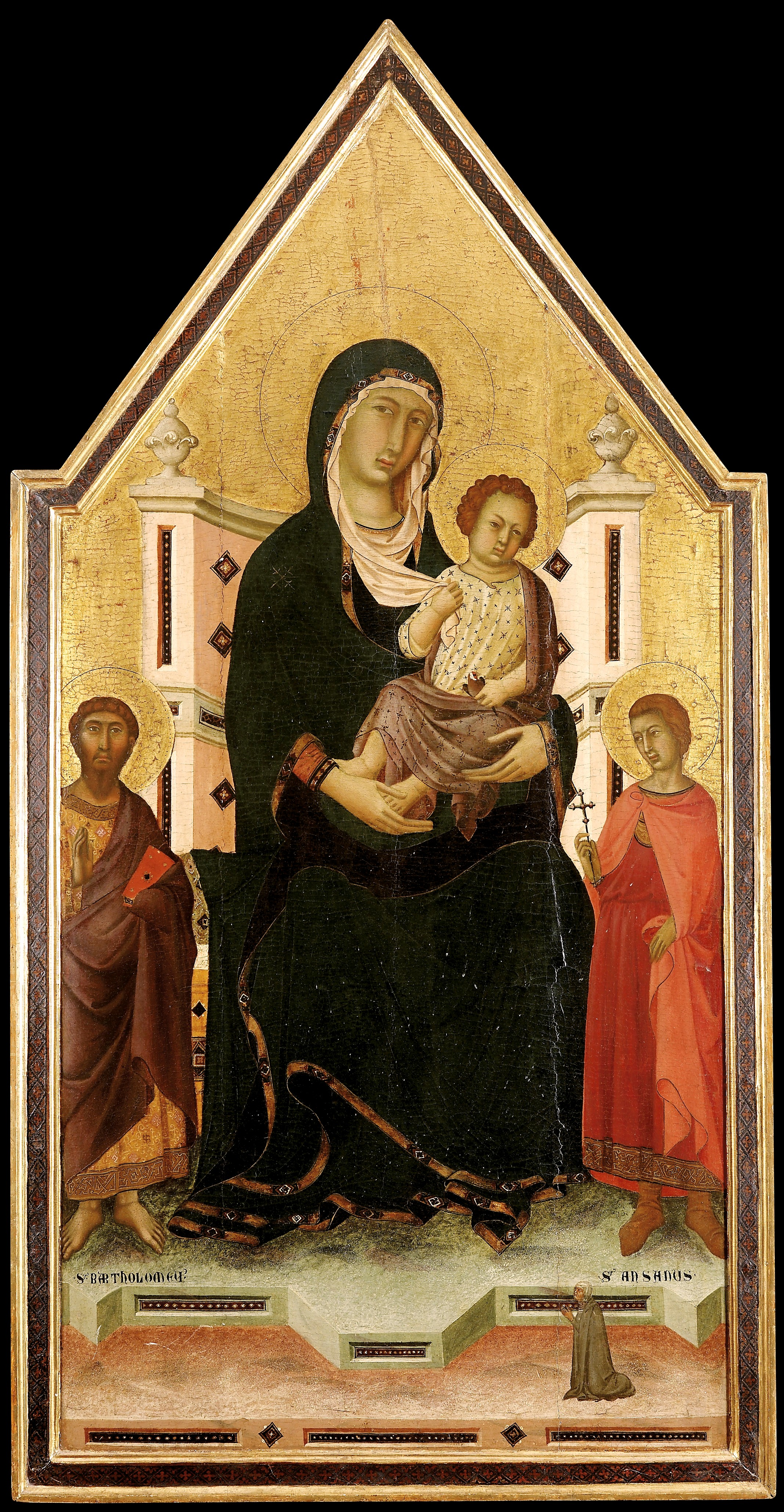
Сенья ди Бонавентура. Мадонна с младенцем, св. Бартоломео, св. Ансано и донатором. ок.1320г. Сиена, Фонд Монте деи Паски.

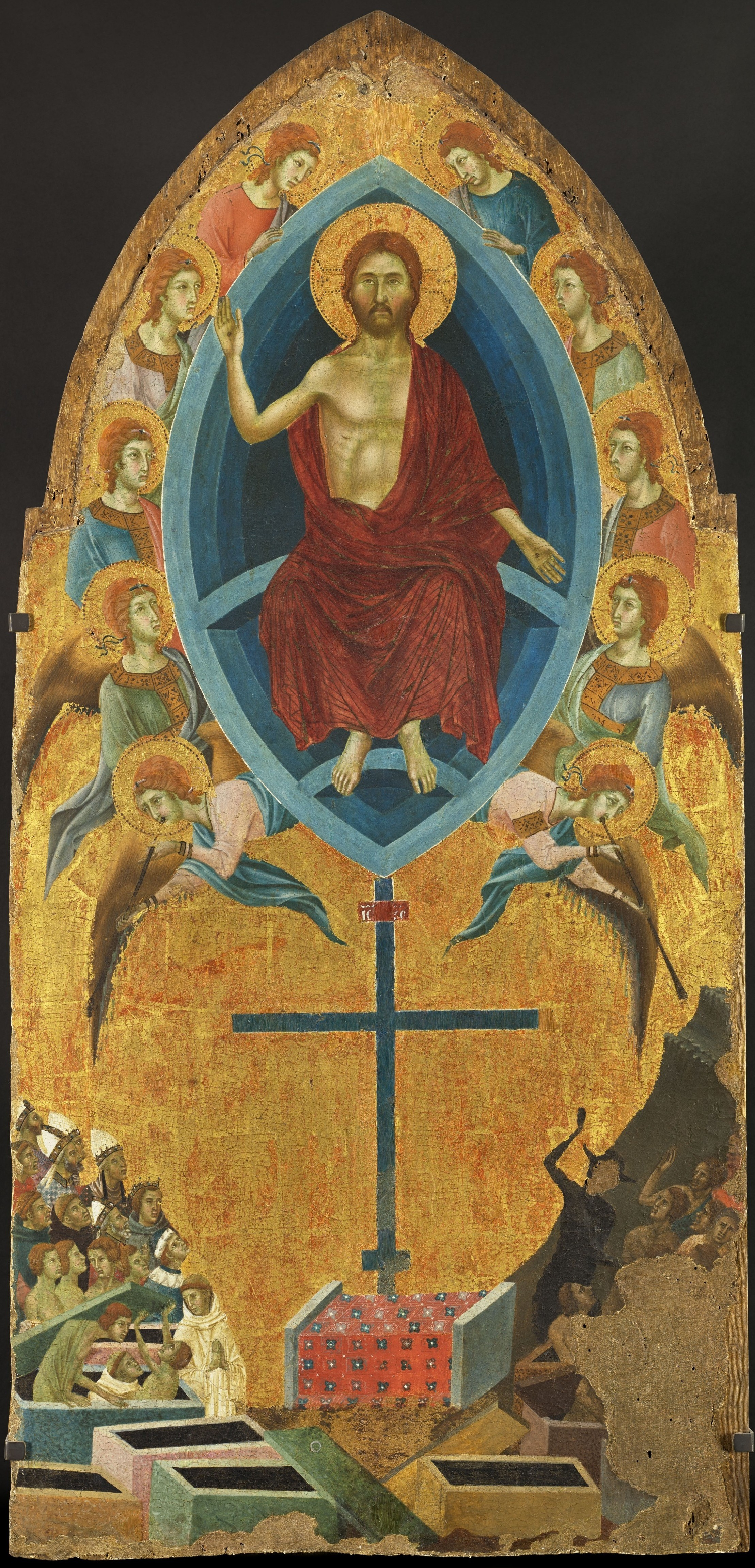
Сенья ди Бонавентура. Страшный суд. 1300-05гг. Анжер, Музей изящных искусств.

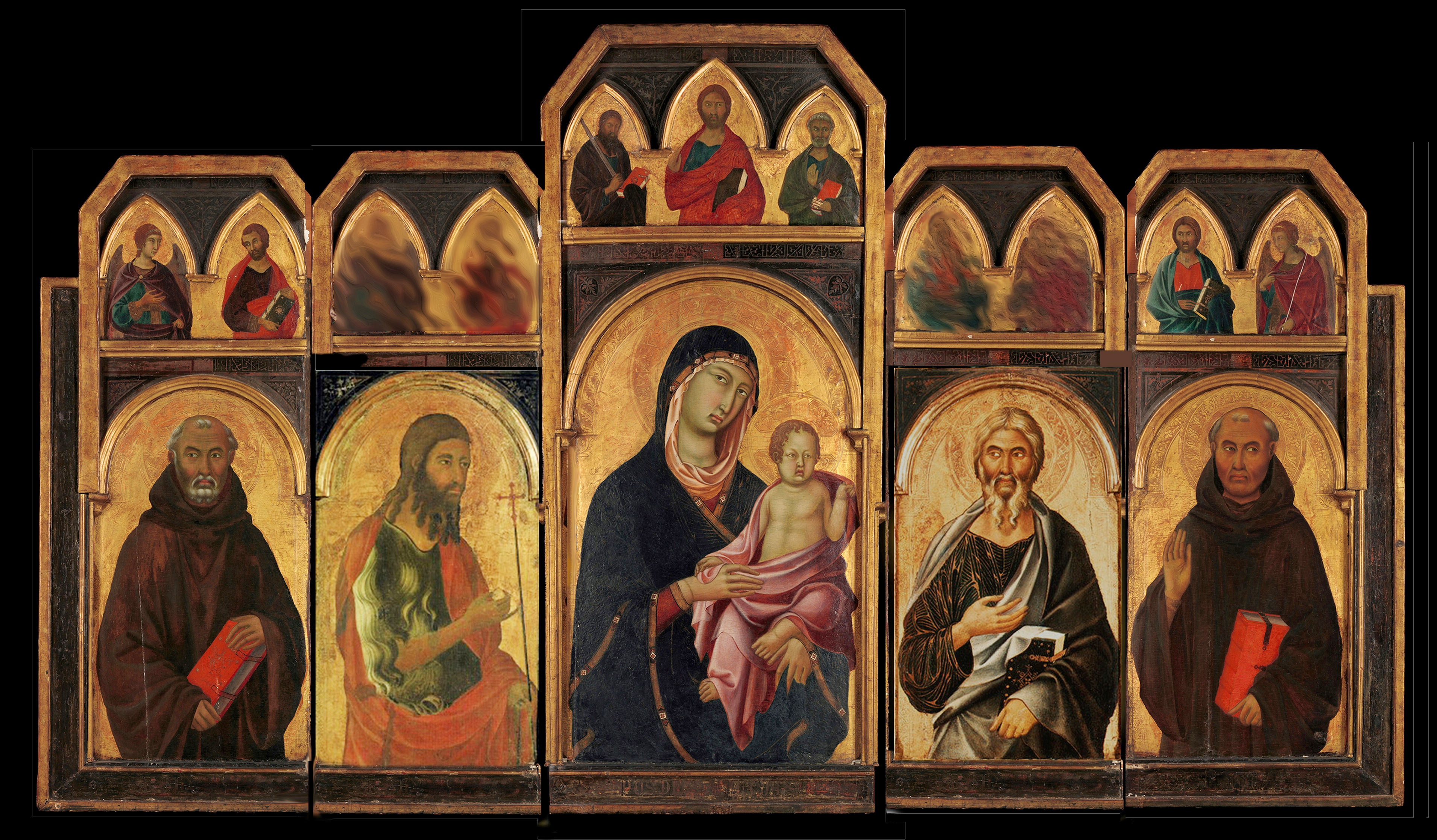
Сенья ди Бонавентура. Полиптих. ок. 1329г, Музей Метрополитен, Нью Йорк. Реконструкция. Все элементы полиптиха в музее Метрополитен, за исключением Иоанна Крестителя (слева от Мадонны) - в коллекции Перкинса, Ассизи

У Сеньи ди Бонавентура было два сына, ставших художниками – Никколо ди Сенья, и Франческо ди Сенья. Из них наибольшую известность имеет Никколо, перенявший манеру отца, и начавший самостоятельную карьеру между 1325 и 1330 годами. Франческо известен только по архивным документам, хотя исследователи прилагают усилия, чтобы определить особенности его творческой манеры и круг его возможных работ.
Сенья ди Бонавентура не был богатым человеком. Согласно документу от 1318 года его состояние оценивалось не более чем в 50 лир. Возможно, его труды не приносили большого дохода, и своим сыновьям он оставил весьма скромное наследство. Обычно датой смерти художника называют 1331 год: из документа от 1332 года можно понять, что к тому моменту Сеньи уже не было в живых.

## Произведения
До наших дней дошло всего четыре подписанные художником произведения. Это «Расписной крест» из ГМИИ им. Пушкина, Москва; «Маэста» из Кастильон Фьорентино (Ареццо); Полиптих, созданный в 1320-х годах, четыре части которого хранятся в Музее Метрополитен, Нью-Йорк и в музее Сан Франческо, Ассизи; четыре части полиптиха из Пинакотеки, Сиена. Пятой работой, практически бесспорной в отношении авторства Сеньи, считается «Мадонна с младенцем» из Епископальной семинарии города Сиена (исследователи отождествили это произведение с иконой заказанной братством августинцев из Леччето, за что художник получил плату в декабре 1317 года; об этом сохранилась запись в архивах).
«Маэста» из Кастильон Фьорентино (1306) является репликой на «Маэста» Дуччо от 1302 года. Художник изобразил Мадонну с младенцем на троне, Иоанна Крестителя, св. Григория, шесть ангелов, и четырёх донаторов у подножья трона Богородицы. Форма трона выдержана в стиле произведений семейства Космати, а размеры фигур донаторов подчеркивают величие божественных сил Мадонны и ничтожность человека. Возможно, эта работа лучшая из сохранившихся произведений художника.
Кроме четырёх подписанных работ, по стилистическим особенностям художнику приписывают целый ряд неподписанных произведений. Среди них в первую очередь следует упомянуть ещё один вариант величания Богородицы — «Мадонна со святыми», хранящийся ныне в коллекции Фонда Монто деи Паски в Сиене. Как и в первом варианте, мастер изобразил Богоматерь с младенцем на троне, но изменил её свиту. На сей раз это святые Варфоломей и Ансаний (св. Ансаний числится среди покровителей Сиены), а у подножья трона Богородицы преклонил колени один донатор. Специалисты считают, что картина, скорее всего, была создана для приходской церкви, возможно, для женского монастыря, подтверждением чему может служить фигурка монахини-заказчика в правом нижнем углу. Приблизительная датировка произведения — 1320 год.

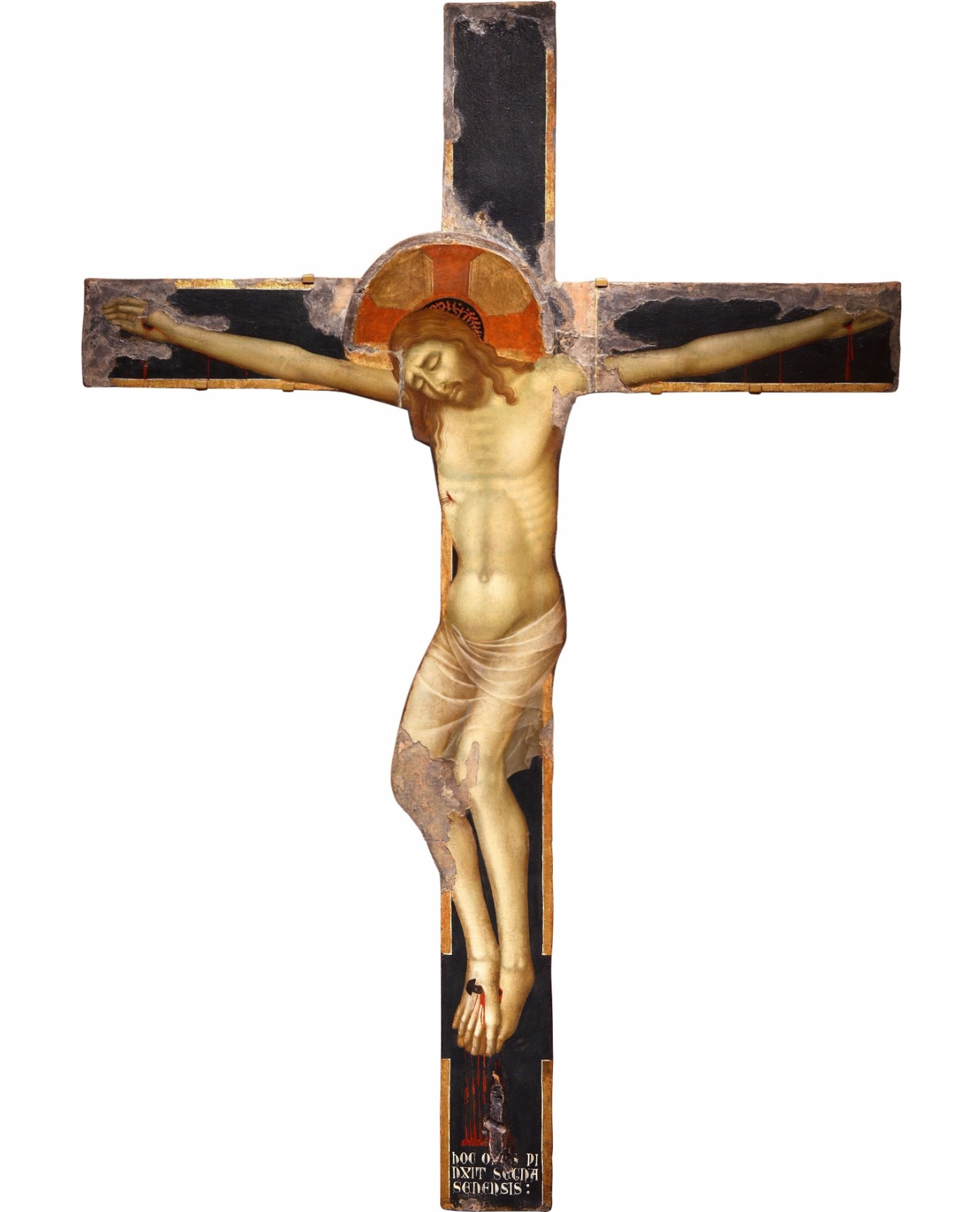
Сенья ди Бонавентура. Крест. Музей изобразительных искусств им. Пушкина, Москва.
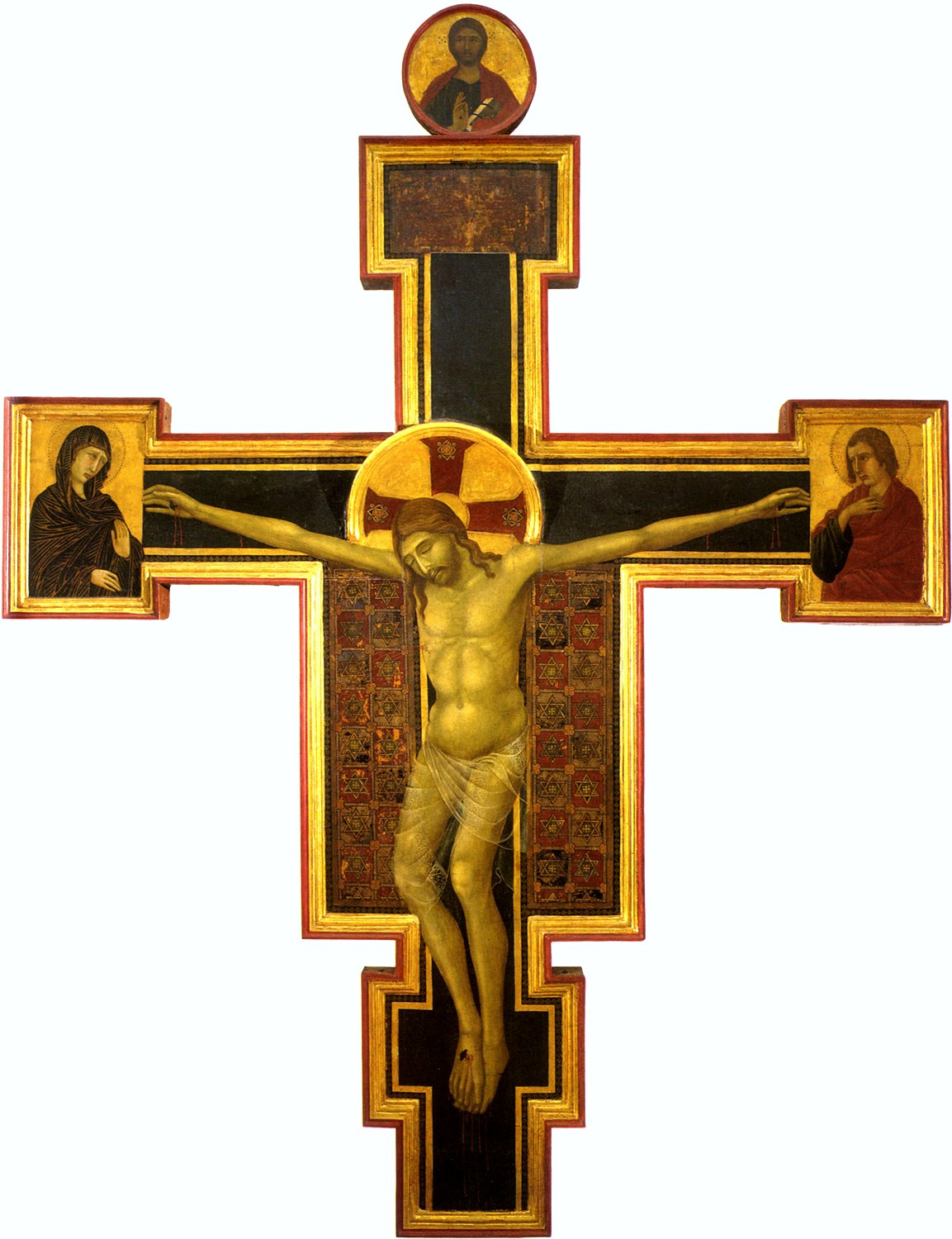
Сенья ди Бонавентура. Крест. 1310-1315гг. Сиена, Пинакотека.
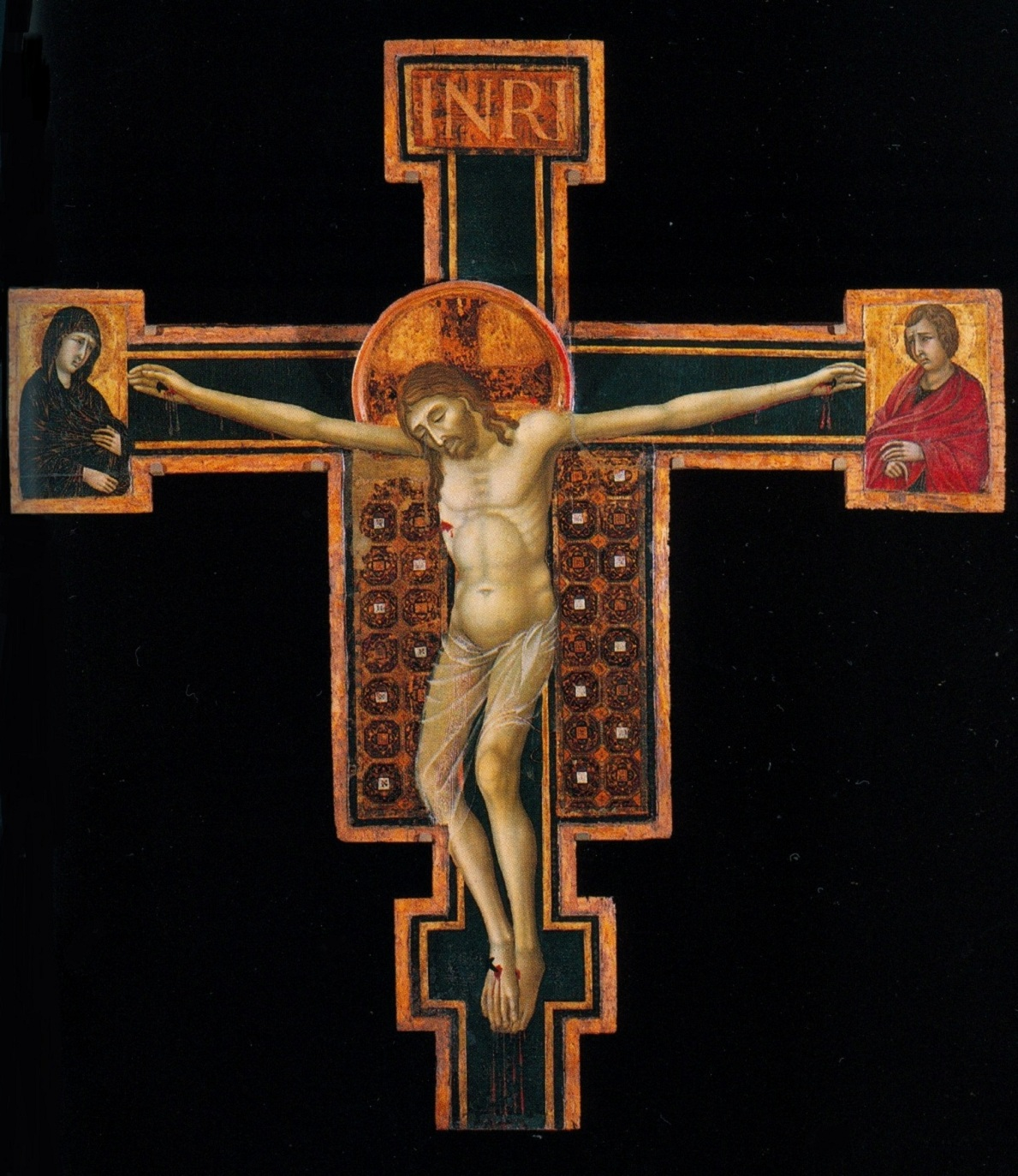
Сенья ди Бонавентура. Крест № 21, Сиена, Пинакотека.
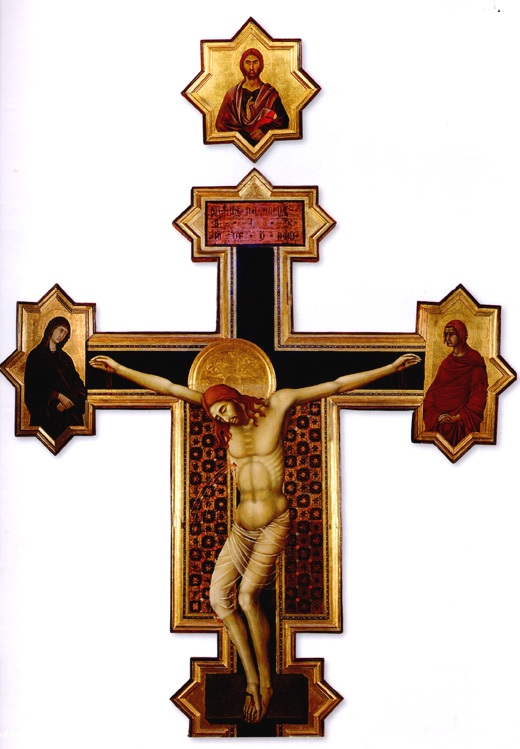
Сенья ди Бонавентура. Крест. ок. 1319г. ц. Ла Бадиа, Ареццо.
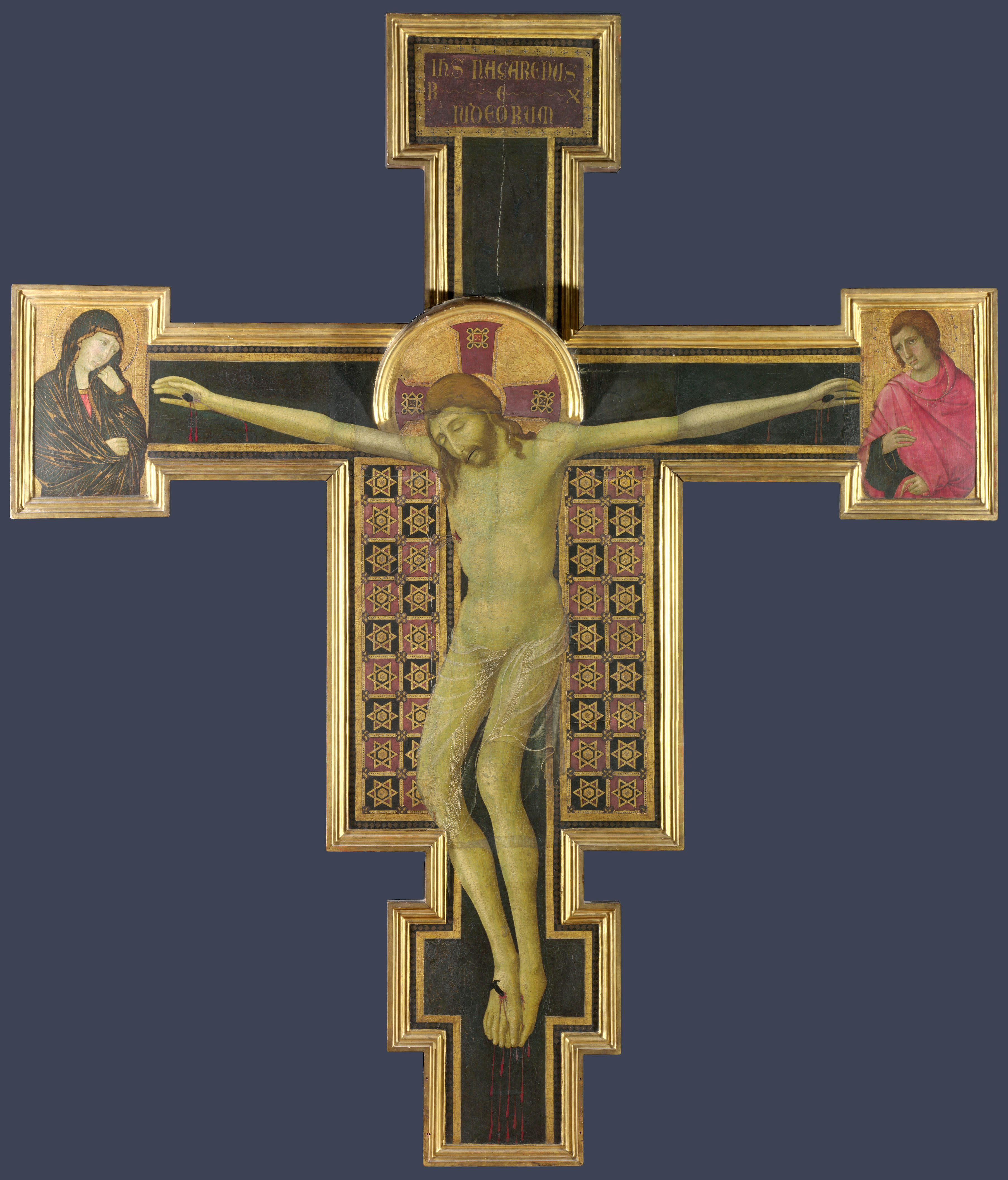
Сенья ди Бонавентура. Крест №567, Лондон, Национальная галерея.

Кроме московского расписного креста Сенье ди Бонавентура приписывается ещё несколько такого рода произведений. Самый большой из крестов (5,5 х 3,5 метра) находится в церкви Ла Бадиа (Бадиа ди Санта Флора э Лучилла) в городе Ареццо. В 2005 году он был тщательно отреставрирован, и эти работы подтвердили авторство Сеньи. Другой «Крест» хранится в сиенской Пинакотеке, он в два раза меньше аретинского (2,47 х 1,86 метра). Оба креста были созданы в тот период, когда Сенья продолжал работать в мастерской Дуччо. Разные исследователи приписывают Сенье ещё несколько расписных крестов: Крест № 21 из сиенской Пинакотеки, Крест № 567 из Национальной галереи, Лондон (атрибуция Торрити, 1990; чаще его обозначают «в стиле Сеньи ди Бонавентуры»), Крест из Музея религиозного искусства в Кьянчано (атрибуция Ван Марле), Крест из Окружного музея города Пиенца, и Крест в приходской церкви Св. Епископа Чербоне, Масса Мариттима.
Производство изображений Мадонны было особой статьёй в сиенской живописи. Кроме величественных прославлений Богоматери в форме «Маэста», где Мадонна изображалась на троне со свитой ангелов и святых, популярны были и другие, более интимные изображения Богоматери. На этих иконах она обычно написана по пояс, а младенец Христос принимает более умилительный и игривый образ. Сенье ди Бонавентура приписывается целый ряд таких изображений. Самые ранние относятся к 1300—1310 годам (Ашано, Музей религиозного искусства; Миннеаполис, Институт искусств). В «Мадонне с младенцем» от 1319 года (Сиена, ц. Санта Мария деи Серви) ещё видно сильное византийское влияние, которое сказывается, в частности, в золочении складок одежды Богоматери. Однако в более поздних произведениях с этой тематикой исследователи усматривают нарастание влияния готической художественной культуры. Это отчасти проявилось в изображении более естественных складок одежд Богоматери без наложения золота: «Мадонна с младенцем» из коллекции Университета Северной Каролины, Рэйли (1320-30), «Мадонна с младенцем» из Академии искусств Гонолулу (1325-30).

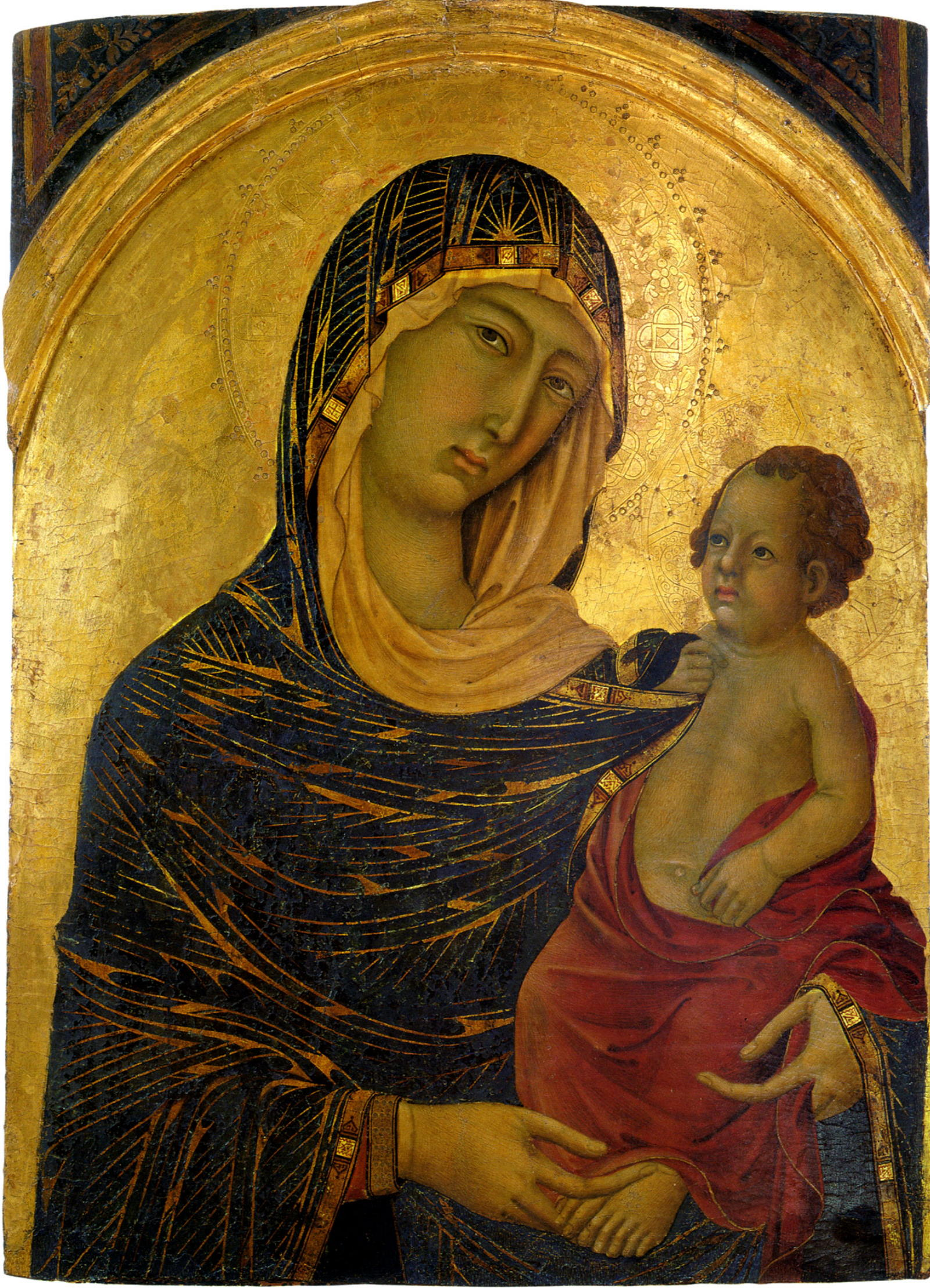
Сенья. Мадонна с младенцем. 1305-1310гг. Ашано, Музей религиозного искусства.
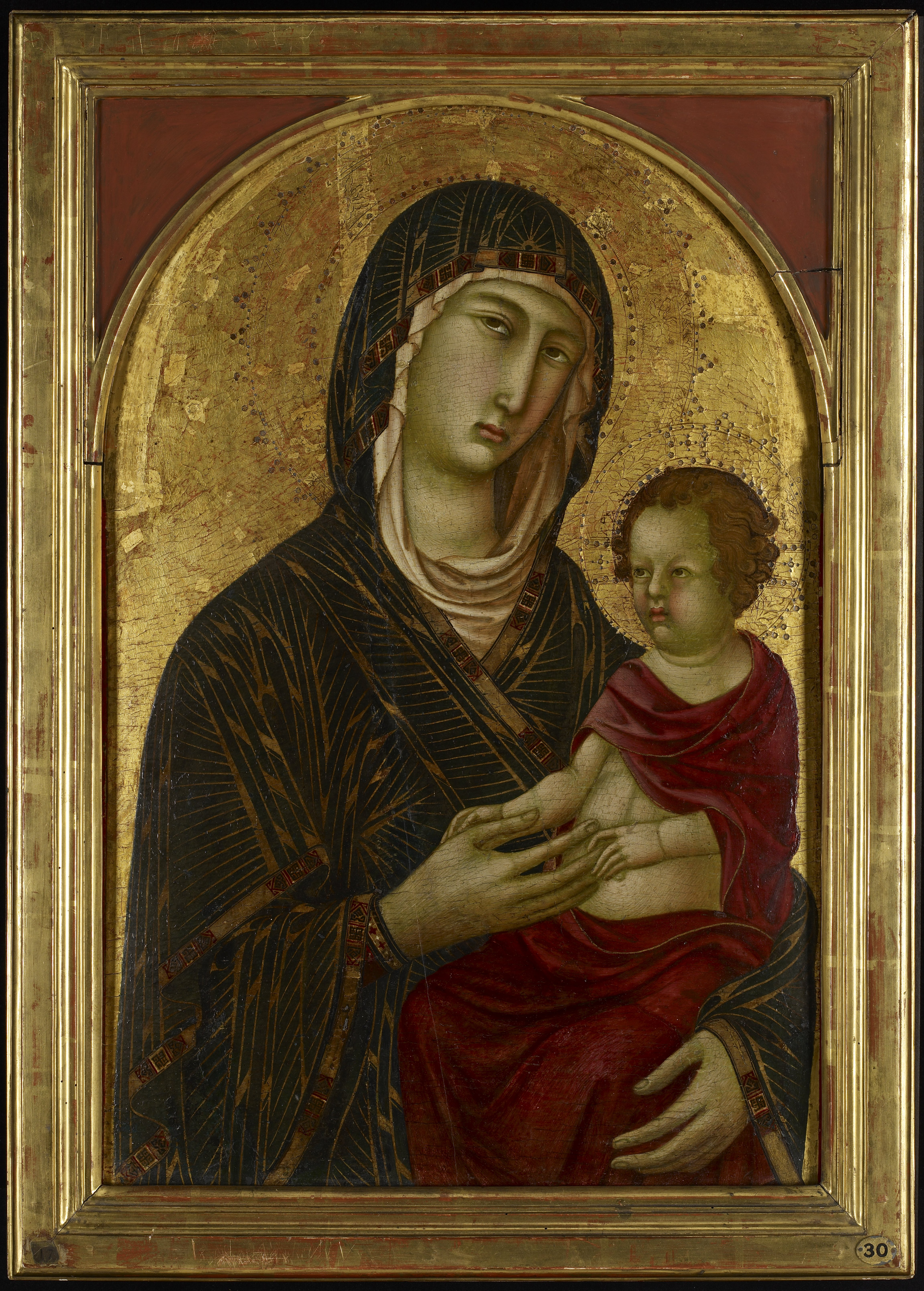
Сенья. Мадонна с младенцем. ок. 1310г. Миннеаполис, Институт искусств.
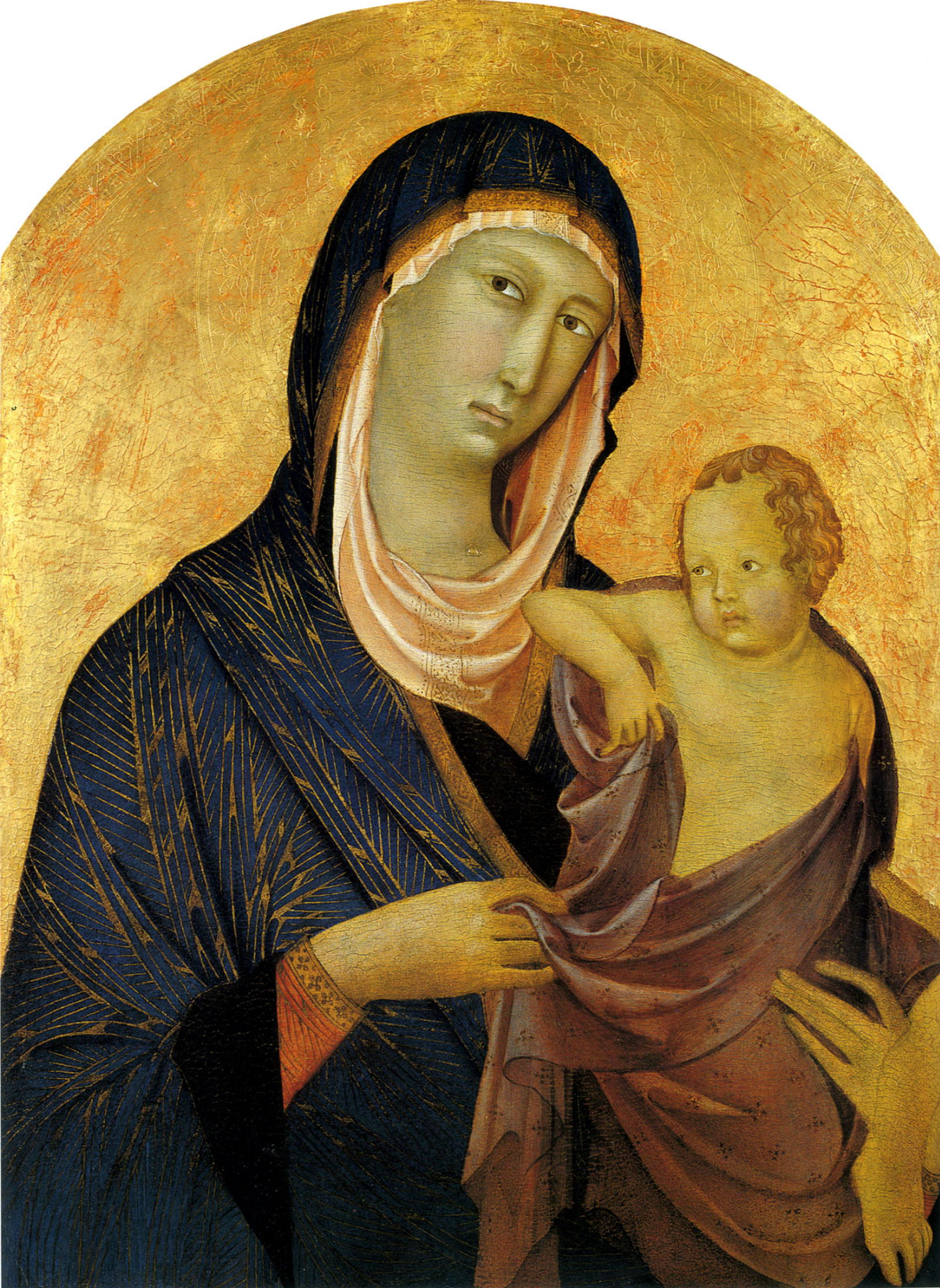
Сенья. Мадонна с младенцем. 1319г. ц. Санта Мария деи Серви, Сиена.
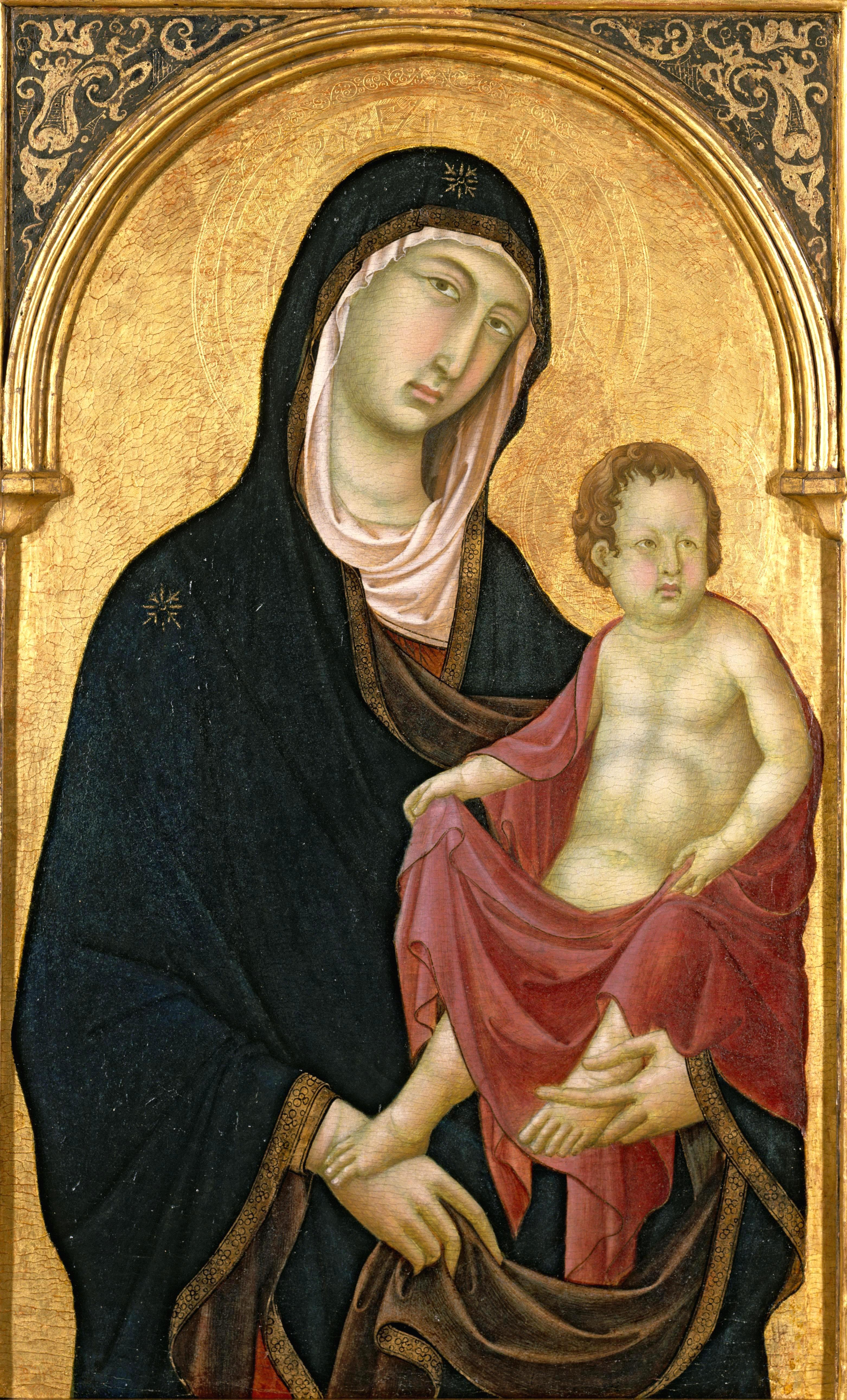
Сенья. Мадонна с младенцем. 1320-30гг. Коллекция Университета Северной Каролины, Рэйли.
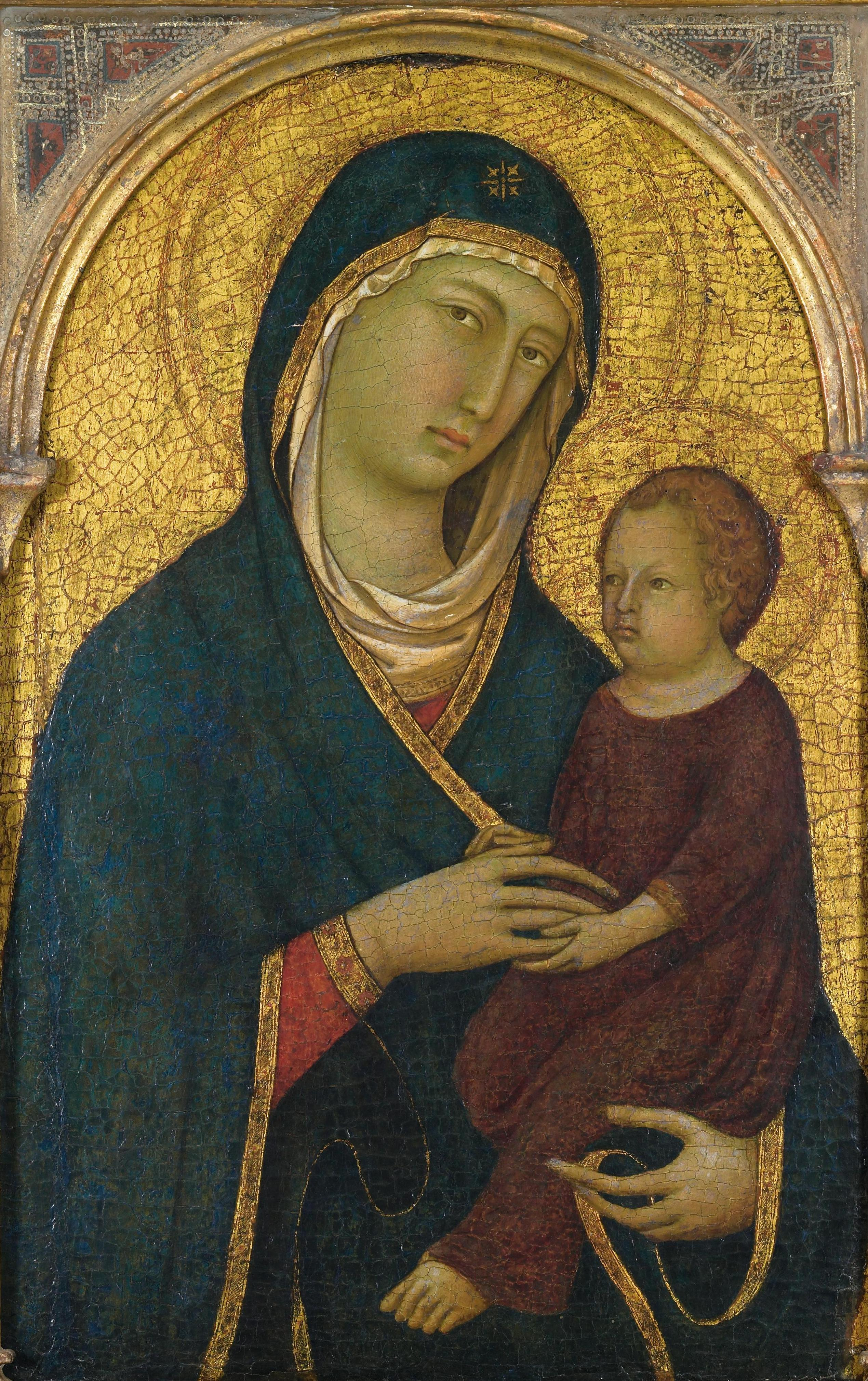
Мадонна с младенцем. 1325-1330гг Гонолулу, Академия искусства.

Среди распятий и мадонн Сеньи несколько особняком стоит картина «Страшный суд» (1300-1305гг., Анжер, Музей изящных искусств). Её сюжет взят из «Апокалипсиса» Иоанна Богослова. Художник изобразил Христа в мандорле, в окружении десяти ангелов, причем два нижних трубят в трубы, возвещая о наступлении Судного дня. Под ними, возле алтаря, располагается пустой крест – напоминание о мученической смерти Христа и о чуде его воскресения. Внизу справа от Христа праведники восстают из могил; среди них можно разглядеть короля, двух пап, трёх епископов, трёх монахов-францисканцев и двух бенедиктинцев – их праведность в системе тогдашних представлений не подвергалась сомнению. Слева от Христа изображен дьявол, который препятствует желающим попасть в Небесный Иерусалим, ввергая людей в недра ада (эта часть картины имеет значительные утраты красочного слоя). Христос восседает на некоем подобии небесного трона; одной рукой он благословляет праведников, другой, опущенной вниз, осуждает грешников. Несмотря на всю символичность сцены, у Христа человечное, полное печали лицо. Картина была центральной панелью полиптиха, остальные части которого неизвестны.
Сенья ди Бонавентура не был столь выдающимся художником, как его родственник Дуччо или его современник Симоне Мартини. Он был продолжателем семейной художественной традиции, причем достаточно консервативным (часть специалистов считает, что искусство Дуччо он превратил в некий "академический канон"). В его творчестве исследователи усматривают лишь мягкое, далёкое от радикального, проникновение готического влияния, и скромные попытки обновить современный ему художественный язык, в большой степени определявшийся в его время произведениями Симоне Мартини. Тем не менее, искусство Сеньи нашло своё вполне успешное продолжение в произведениях его сыновей — Никколо и Франческо.

## Работы художника
- Крест из ГМИИ, Москва http://www.italian-art.ru/canvas/8-14_century/s/segna_di_bonaventura/the_crucifixion/index.php
- На artcyclopedia.com
- На aiwaz.net (недоступная ссылка)